# Друга Смолянка
Друга Смолянка — історична місцевість Житомира, колишній хутір.

## Розташування
Друга Смолянка розташована у південно-східній частині Житомира, в межах Корольовського адміністративного району. Знаходиться вздовж вулиці Івана Гонти, між Селецькою вулицею на півночі, Смолянським православним кладовищем на північному сході та річкою Тетерів на півдні.  
Обмежена природніми рубежами у вигляді річки Тетерів з півдня, річки Великої Путятинки — зі сходу та Малої Путятинки — із заходу. Вищевказані річки окрім Тетерева наразі протікають переважно в трубопроводах. 
Друга Смолянка межує з наступними історичними місцевостями: із заходу до Другої Смолянки примикають Перша Смолянка та Кривий Брід; на півночі Друга Смолянка межує зі Східним мікрорайоном, на південному сході — зі Станишівським Порубом, у тому числі з колишньою Солдатською слобідкою.
Друга Смолянка разом з колишніми поселеннями Першою Смолянкою та Кривим Бродом складають район Смолянку.

## Історичні відомості
Місцевість відома з другої половини XVIII ст. як передмістя. Здавна промислом місцевих жителів вважалося викурювання з деревини смоли в смолярнях (смолокурнях), чим і пояснюється назва місцевості. 
Поселення почало формуватися уздовж стародавньої дороги на Кодню через Станишівку. Наразі це вулиця Івана Гонти. 
За картографічними даними трьохверстовки, виконаної станом на 1867-1875рр., місцевість відома за назвою Слобода Смолянка Друга.
За даними перепису населення 1897 р., передмістя Друга Смолянка налічувало 376 мешканців.
1923 —1930 рр. — село Смолянка Друга у складі Станишівської сільської ради Левківського (пізніше — Іванківського) району Волинської округи.
1930 року — Станишівська сільська рада, у тому числі підпорядкований ній хутір Смолянка Друга, разом з іншими населеними пунктами, передана в управління Житомирській міській раді.
1934 року хутір Смолянку Другу вилучено зі складу Станишівської сільської ради і приєднано до міської смуги міста Житомира. Як пояснюється в рішенні про розширення міської смуги, за останні роки хутір Смолянка Друга, як і інші приєднані згідно з рішенням населені пункти, втратив своє сільськогосподарське значення, а також переважну кількість хутора населення складають робітники й службовці підприємств та установ міста, що з сільським господарством, як із засобом існування, не зв'язані; територія населеного пункту Смолянка Друга безпосередньо межує з територією міста й економічно тяжіє до нього.
У 1950-х роках ділянка нинішньої вулиці Івана Гонти від Смолянського майдану до 4-го Смолянського провулка, мала назву вулиця Друга Смолянка. Показана як вулиця Друга Смолянка у межах колишнього хутора, між річками Мала та Велика Путятинка, на мапах міста 1941, 1942 рр. З 1958 року вулиця Друга Смолянка припинила бути самостійним топонімічним об'єктом та з того часу стала частиною вулиці Карла Маркса. У 1991 році історичній вулиці Друга Смолянка надано нову назву — вулиця Івана Гонти.
На території колишньої Другої Смолянки протягом 1950-1970рр. розташовувалася барахолка — так звана «Товкучка».
У 1980-х роках крізь Другу Смолянку почали курсувати тролейбуси (до паперової фабрики).